# Vioménil
Vioménil è un comune francese di 148 abitanti situato nel dipartimento dei Vosgi nella regione del Grand Est.
Nel suo territorio vi è la sorgente della Saona, come quella del Madon.

## Società

### Evoluzione demografica
Abitanti censiti